# Wilhelm Geerlings
Wilhelm Geerlings (* 28. November 1941 in Oberhausen; † 24. Oktober 2008 in Bochum) war ein deutscher römisch-katholischer Priester, Theologe und Kirchenhistoriker. Er wirkte als ordentlicher Professor in Bochum.

## Leben
Wilhelm Geerlings wurde am 28. November 1941 in Oberhausen im Bistum Essen geboren. Nach dem Abitur (1962) studierte Geerlings in Bonn und München Theologie und Klassische Philologie. Er wurde 1973 zum Priester des Bistums Aachen geweiht. Später setzte er seine Studien in Tübingen fort, wo ab 1976 wissenschaftlicher Assistent war, 1977 promoviert wurde und sich 1980 habilitierte. Bereits vor Abschluss der Habilitation wurde er nach Bochum zur Probevorlesung eingeladen, wo er 1981 den Lehrstuhl für Alte Kirchengeschichte, Patrologie und Christliche Archäologie an der Ruhr-Universität Bochum übernahm, den er bis zu seiner Emeritierung 2008 innehatte. Am 24. Oktober 2008 starb Geerlings unerwartet im Alter von 66 Jahren.

## Arbeitsschwerpunkte
In seiner Bochumer Zeit entfaltete er ein breites wissenschaftliches Werk. Mit der Ausgabe der Fontes Christiani, jeweils doppelsprachig – im Originaltext und in der deutschen Übersetzung – veröffentlicht, werden christliche Quellentexte aus Antike und Mittelalter erschlossen.
Zu den wissenschaftlichen Schwerpunkten von Wilhelm Geerlings gehörte auch die Augustinusforschung. Er war Mitherausgeber eines Augustinus-Lexikons. Bereits seine Dissertation hatte er dem kirchlichen Vordenker gewidmet. Dazu initiierte er neben eigenen Publikationen auch eine Werkausgabe. Zu den Standardwerken, die Geerlings herausgegeben hat, gehört das Lexikon für antike Christliche Literatur. Mehrere Auflagen der deutschen Ausgabe sowie eine Reihe von Übersetzungen zeigen, dass dieses Werk nicht nur in der deutschen Wissenschaftslandschaft Anerkennung gefunden hat.

## Schriften (Auswahl)
- Christus exemplum. 1978.
- Quellen geistlichen Lebens. 1980.
- Augustinus. Herder, Freiburg i.Br. 1999, ISBN 3451047659.
- als Herausgeber: Aurelius Augustinus: Opera. = Werke. F. Schöningh, Paderborn u. a. 2002–*
- Augustinus – Leben und Werk. Eine bibliographische Einführung. F. Schöningh, Paderborn u. a. 2002, ISBN 3-506-71020-6 (Einführungsband zu: Aurelius Augustinus: Opera. F. Schöningh, Paderborn u. a. 2002–*).
- als Herausgeber mit Christian Schulze: Der Kommentar in Antike und Mittelalter. 2 Bände. Brill, Leiden u. a. 2002–2004;
  - Band 1: Beiträge zu seiner Erforschung (= Clavis Commentariorum Antiquitatis et Medii Aevi. Bd. 2). 2002, ISBN 90-04-12528-0;
  - Band 2: Neue Beiträge zu seiner Erforschung (= Clavis Commentariorum Antiquitatis et Medii Aevi. Bd. 3). 2004, ISBN 90-04-13562-6.
- als Herausgeber: Der Kalender. Aspekte einer Geschichte. F. Schöningh, Paderborn u. a. 2002, ISBN 3-506-73112-2.
- als Herausgeber: Theologen der christlichen Antike. Eine Einführung. Wissenschaftliche Buchgesellschaft, Darmstadt 2002, ISBN 3-534-14736-7.
- als Herausgeber mit Andreas Mügge: Das Herz. Organ und Metapher F. Schöningh, Paderborn u. a. 2006, ISBN 3-506-71364-7.
- Forscherpersönlichkeiten der Ruhr-Universität Bochum. Klartext, Essen 2008, ISBN 978-3-8375-0058-5.